# Jean-Louis Barrault
Jean-Louis Barrault (8. září 1910 Le Vésinet – 22. ledna 1994 Paříž) byl francouzský herec, mim, režisér a divadelní ředitel. Jedna z výrazných osobností francouzské divadelní avantgardy 20. století. Světovou slávu mu přinesla hlavní role mima Jeana Gasparda Deburaua ve filmu Děti ráje.

## Život
Narodil se v rodině lékárníka. Chtěl se stát malířem nebo architektem a studoval na École du Louvre v Paříži. Současně vyučoval matematiku na gymnáziu Chaptal, aby získal prostředky na obživu. Život v Paříži oživil jeho lásku k divadlu, kterou mu předala matka už v dětském věku. Přihlásil se do známé herecké školy Charlese Dullina a v letech 1933–1935 působil v jeho divadle Atelier. Setkání s mimem Éteinnem Decrouxem vzbudilo v Barraultovi zájem o pantomimu. Svůj herecký i mimický talent projevil v inscenaci Okolo matky, adaptaci románu Williama Faulknera Zatím zápasím se smrtí, kterou připravil i jako režisér. 
Stýkal se skupinou surrealistů (André Breton, Jacques Prévert, Louis Aragon, Roger Vitrac, Robert Desnos) a spolu s nimi v roce 1935 vytvořil experimentální divadelní soubor, pro který pronajal podkroví budovy bývalého hotelu na ulici Grands-Augustins. Na scéně Le Grenier des Augustins pořádali představení, ale v roce 1936 se zde konaly také schůzky revolučně zaměřených intelektuálů.
Barrault v letech 1935 až 1939 příležitostně hrál a režíroval i v dalších pařížských malých scénách. V roce 1939 účinkoval v divadle Atelier v představení Hlad podle románu Knuta Hamsuna a Hamlet od Julese Laforga, v nichž uplatnil svůj výrazný mimický projev.
Od roku 1935 se úspěšně angažoval i jako filmový herec. Poprvé stanul před kamerou v komedii režiséra Marca Allégreta Krásné dny (Le Beaux jours). Finanční prostředky získané při filmování často používal na produkování svých poeticko–surrealistických inscenací, jako byly například adaptace Cervantesových her pod názvem Le Tableau des merveilles nebo Numancie.
V roce 1936 se při natáčení filmu Helena seznámil se svou budoucí ženou Madeleine Renaudovou. Byla již tehdy známou divadelní herečkou, manželkou režiséra Charlese Granvala a matkou syna Jeana–Pierra.  Vzali se po jejím rozvodu v roce 1940 a pořídili si byt v domě č. 18 na třídě Prezidenta Wilsona (Passy), kde spolu žili až do roku 1994.
Během války oba hráli v proslulém pařížském divadle Comédie-Française. Barrault zde vytvořil řadu velkých rolí, ale působil i jako režisér. Ztělesnil mimo jiné titulní roli Cida, Hamleta nebo Ruy Blase. Režíroval Racinovu tragédii Faidra, mystické drama Saténový střevíček od Paula Claudela nebo Shakespearovu historickou tragédii Antonius a Kleopatra.
V roce 1944 vytvořil hlavní roli ve filmu režiséra Marcela Carného Děti ráje, mistrovské dílo poetického realismu podle scénáře Jacquese Prévérta. Film byl do francouzských kin uveden v březnu 1945 a následoval celosvětový úspěch. Barraultova nezapomenutelná interpretace mima Debureua mu přinesla mezinárodní uznání a zpopularizovala pantomimu jako specifický způsob herectví.

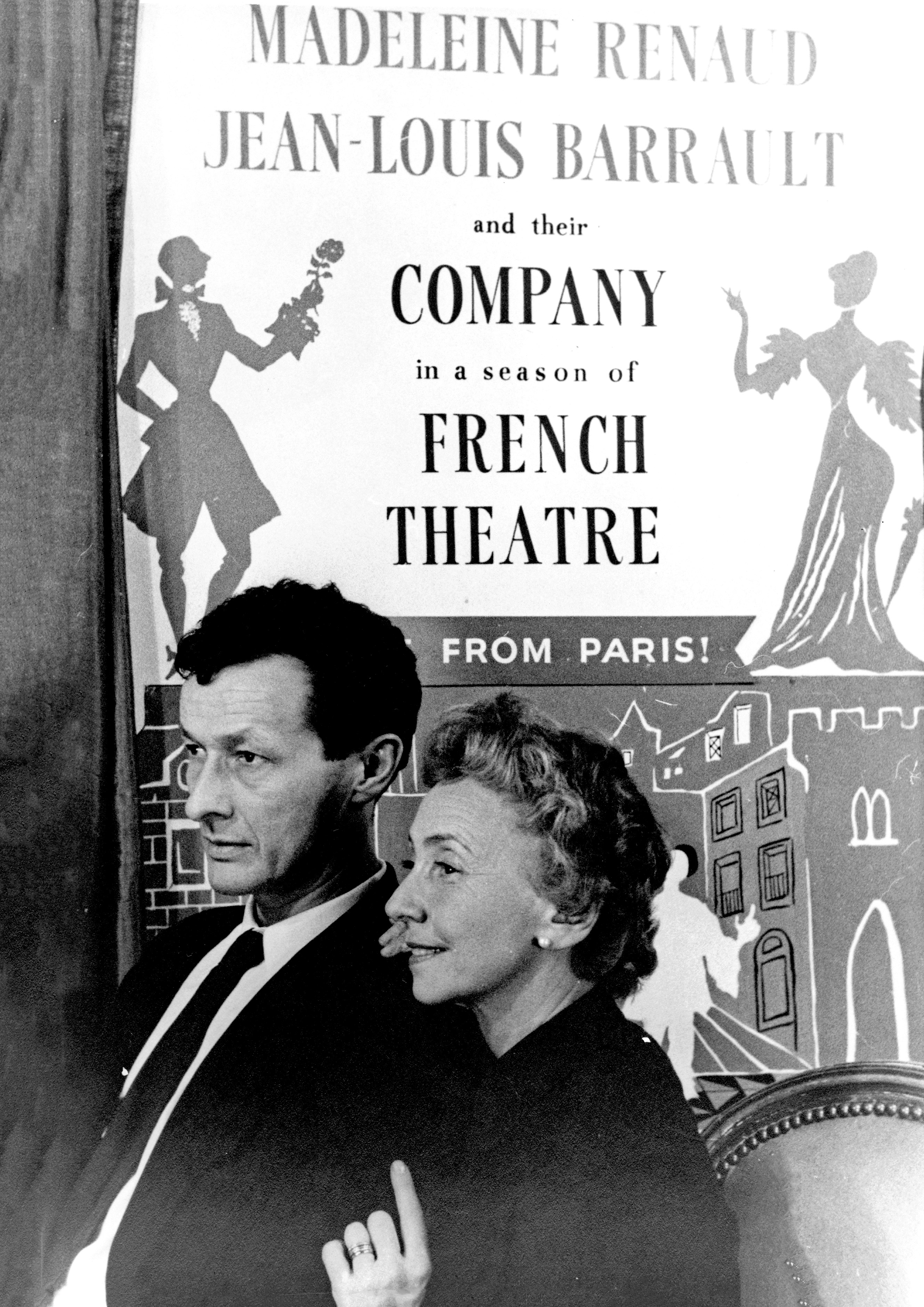
Jean-Louis Barrault a Madeleine Renaud

V roce 1946 manželé Barraultovi opustili Comédie-Française a založili nový soubor. Jejich záměrem bylo zpřístupnit divadlo co nejširšímu okruhu diváků, vytvářet moderní různorodé a komplexní divadlo. Společnost Renaudová–Barrault se usídlila v pařížském divadle Marigny a její činnost zde trvala až do roku 1958.Soubor za tu dobu nastudoval více než padesát inscenací a zásluhou Barraultovy invenční dramaturgie si získal respekt. K nejvýraznějším inscenacím patřil Hamlet v překladu André Gida. Barrault představení režíroval a současně hrál hlavní roli. S Gidem spolupracoval také na obtížné dramatizaci Kafkova Procesu. Divadlo se svým programem absolvovalo řadu zahraničních zájezdů, vystupovali v USA, Kanadě, Itálii, Belgii, Německu, Sovětském svazu, Latinské Americe.
V roce 1957 byl jmenován důstojníkem Řádu čestné legie, současně se svou manželkou.
V roce 1959 ministr kultury jmenoval Barraulta ředitelem jedné z oficiálních státních scén, Théâtre de l’Odéon. Na zahajující premiéru Claudelovy Zlaté hlavy se dostavil i prezident Charles de Gaulle. Barrault usiloval, aby dramaturgie divadla nabídla jak velká díla klasického repertoáru, tak díla současných autorů, jako byli Ionesco, Beckett, Durasová nebo Genet. Z funkce ředitele musel odstoupit, když v květnu 1968 otevřel divadlo bouřícím se studentům, což vyvolalo nevoli vládních představitelů.
Barrault obnovil svou divadelní společnost, která střídavě vystupovala v různých prostorách, jako bylo například cirkusové šapitó, zápasnická hala, nádraží Orsay. Od roku 1981 až do rekonstrukce budovy v roce 1991 hrála společnost Renaud–Barrault v divadle Rond-Point, kde uvedla hry současných autorů (Durasová, Sarrautová, Beckett, Mišima) i tradiční představení z Dálného východu (jávská opera, tibetská hudba a tance, indická Rámájana).

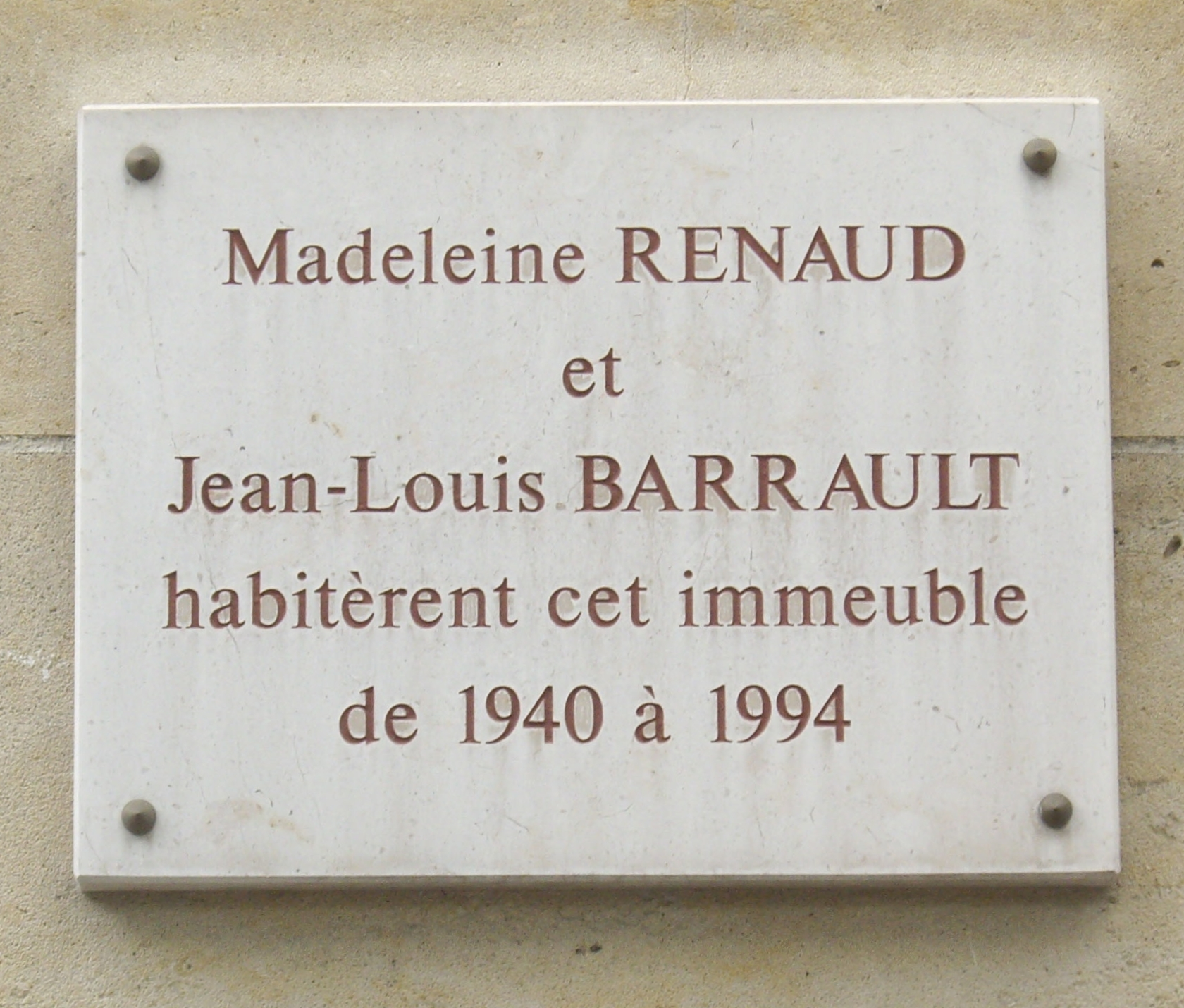
pamětní deska na domě č. 18 na třídě Prezidenta Wilsona v Paříži

Barrault v těchto letech vedle divadelní práce účinkoval v televizních a celovečerních filmech. Svou celoživotní lásku k pantomimě projevil dlouholetou účastí v čestném výboru festivalu mimických umění Mimos po boku nejznámějších osobností světové pantomimy jako Marcel Marceau, Jacques Lecoq, Ferruccio Soleri, Bob Wilson, Kazuo Ohno. Angažoval se také ve výboru intelektuálů pro svobodnou Evropu. Své teorie a úvahy o divadelní práci publikoval v autobiografiích Myšlenky o divadle (Réflexions sur le théâtre, 1949) a Nové myšlenky o divadle (Nouvelles réflexions sur le théâtre, 1959). Mezi jeho další literární díla patří Vzpomínky na zítřek (Souvenirs pour demain,1972) a Zachytit přítomnost (Saisir le présent, 1984).
Jean–Louis Barrault zemřel 22. ledna 1994 ve svém bytě v Paříži. Údajně se jednalo o infarkt během spánku. Se svou manželkou Madeleine Renaudovou je pohřben na hřbitově v Passy.